# Plectroglyphidodon leucozonus
Plectroglyphidodon leucozonus är en fiskart som först beskrevs av Bleeker, 1859.  Plectroglyphidodon leucozonus ingår i släktet Plectroglyphidodon och familjen Pomacentridae. Inga underarter finns listade i Catalogue of Life.